# El Mujal (Cardona)
El Mujal és un monument que forma part de l'Inventari del Patrimoni Arquitectònic Català de la vila de Cardona (Bages).

## Descripció
El Mujal és una masia de planta rectangular coberta a doble vessant i amb el carener perpendicular a la façana, orientada a tramuntana. Presenta gairebé sense transformacions l'estructura clàssica de masia que definí J. Danés, conserven la seva estructura massissa quant a proporcions i volums.
Altres edificacions (graner, pallissa, ...) estan totalment aïllades de la masia i formen amb aquesta una era totalment enllosada, a ponent de la masia.
El Mujal té una capella familiar advocada a la Mare de Déu de la Mercè.

## Notícies històriques
La gran masia del Mujal està documentada des del s.XV, amb un arxiu propi, amb força documentació referent sobretot a l'església de la casa, primerament advocada a st. Quintí i que durant la guerra Civil 1936-39 fou cremada totalment (reconstruïda el 1940).
L'any 1402 Bord de Pinós i Caterina eren senyors del mas del Mujal i arrendaren els terres.
L'any 1760 la família de Mujal, que portava per cognom aquest mateix topònim, aconseguí el dret d'enterrament dins l'església i s'edificà el cementiri. A partir d'aquestes dates, molta documentació fa referència a l'església i a les relacions entre els propietaris del Mujal i el bisbat.